# Agnes von Sobbe
Agnes Elisabeth von Sobbe (* 17. Dezember 1879 in Horn; † ) war die erste Frau, die die Abiturprüfung in Lippe ablegte.

## Leben und Werk
Als Tochter des Geheimen Sanitätsrats von Sobbe legte sie am 7. März 1907 als Externe die Abiturprüfung am Leopoldinum in Detmold ab. Damit war sie die erste Frau, die überhaupt die Abiturprüfung in Lippe ablegte.
Sie studierte in Freiburg, Bonn und Heidelberg, wo sie 1911 über „Die Ausgleichung des Rückumlautes“ promovierte. Am 2. April 1912 legt sie ihr erstes Staatsexamen in den Fächern Deutsch, Englisch und Französisch ab und erweiterte ihre Unterrichtsfächer 1919 mit philosophische Propädeutik und 1927 mit Latein.
Sie besuchte das Lehrerseminar in Herford und absolvierte ihr Probejahr in Bielefeld und Gütersloh. Vor der festen Anstellung übernahm sie Vertretungen in Minden am Oberlyzeum und in Recklinghausen. Anschließend wurde sie Oberstudienrätin in Recklinghausen und Bochum.
Sie erhielt die Lippische Kriegsehrenmedaille.